# Sergio Flores
Sergio Adrián Flores Reyes (Torreón, 12 febbraio 1995) è un calciatore messicano, centrocampista del Tampico Madero.

## Caratteristiche tecniche
È un mediano.

## Carriera

### Nazionale
Nel 2015 con la nazionale Under-20 messicana ha disputato il campionato nordamericano Under-20 ed il Mondiale Under-20.

## Palmarès

### Nazionale
- Campionato CONCACAF Under-20: 1

2015